# Verena Rohrer
Verena Rohrer (ur. 8 kwietnia 1996 r. w Sachseln) – szwajcarska snowboardzistka, specjalizująca się w konkurencji halfpipe, mistrzyni świata juniorów.

## Kariera
Występy na zawodach międzynarodowych rozpoczęła w październiku 2011 roku. Wtedy to zadebiutowała na zawodach z cyklu Pucharu Europy w szwajcarskim Saas-Fee, w których to zajęła 9. lokatę. W marcu 2012 roku po raz pierwszy wystartowała w mistrzostwach świata juniorów w Sierra Nevada, w których była 5. Na tej samej imprezie rozgrywanej rok później w Erzurum zdobyła srebrny medal, ulegając jedynie Francuzce Emmie Bernard. W sierpniu 2013 roku zadebiutowała w zawodach z cyklu Pucharu Świata w nowozelandzkiej Cardonie. Podczas konkursu halfpipe’u uplasowała się na 36. miejscu. Podczas zimowych igrzysk olimpijskich w Soczi była z kolei 27.
W marcu 2014, podczas mistrzostw świata juniorów w Valmalenco zdobyła złoty medal. W styczniu 2015 roku po raz pierwszy pojawiła się na mistrzostwach świata w Kreischbergu podczas których zajęła 9. lokatę. Na kolejnych mistrzostwach, rozgrywanych w Sierra Nevada, w 2017 roku, uplasowała się na 18. pozycji. Rok później, podczas igrzysk w Pjongczangu była 14. W Pucharze Świata pierwsze sukcesy zaczęła odnosić w sezonie 2018/2019. Podczas niego zajęła 3. miejsce w klasyfikacji halfpipe’u, notując przy tym pierwsze podia w karierze w zawodach pucharowych. Były to kolejno 2. miejsce podczas konkursu w Secret Garden oraz 3. w Mammoth Mountain. W tym sezonie wystąpiła również w mistrzostwach świata w Park City, w których to zajęła 6. lokatę.

## Osiągnięcia

### Igrzyska olimpijskie
| Miejsce | Dzień     | Rok  | Miejscowość | Konkurencja | Zwyciężczyni       |
| ------- | --------- | ---- | ----------- | ----------- | ------------------ |
| 27.     | 12 lutego | 2014 | Soczi       | Halfpipe    | Kaitlyn Farrington |
| 14.     | 13 lutego | 2018 | Pjongczang  | Halfpipe    | Chloe Kim          |

### Mistrzostwa świata
| Miejsce | Dzień       | Rok  | Miejscowość   | Konkurencja | Zwyciężczyni |
| ------- | ----------- | ---- | ------------- | ----------- | ------------ |
| 9.      | 17 stycznia | 2015 | Kreischberg   | Halfpipe    | Cai Xuetong  |
| 18.     | 11 marca    | 2017 | Sierra Nevada | Halfpipe    | Cai Xuetong  |
| 6.      | 8 lutego    | 2019 | Park City     | Halfpipe    | Chloe Kim    |

### Puchar Świata

#### Miejsca w klasyfikacji generalnej AFU
- sezon 2013/2014: 95.
- sezon 2014/2015: 34.
- sezon 2015/2016: 27.
- sezon 2016/2017: 46.
- sezon 2017/2018: 66.
- sezon 2018/2019: 6.
- sezon 2019/2020: 22.

#### Miejsca na podium w zawodach
1. Secret Garden – 21 grudnia 2018 (halfpipe) - 2. miejsce
2. Mammoth Mountain – 9 marca 2019 (halfpipe) - 3. miejsce